# Characidium crandellii
Characidium crandellii är en fiskart som beskrevs av Steindachner, 1915. Characidium crandellii ingår i släktet Characidium och familjen Crenuchidae. Inga underarter finns listade i Catalogue of Life.